# Eberhard Finsterlohn
 Eberhard Finsterlohn  (* in Heilbronn; † 1469 ebenda) oder Evert Finsterlohe, seit 1436 von Vinsterloh/Finsterloh (Junker) war 1449 und 1459 Bürgermeister der Reichsstadt Heilbronn. 

## Leben und Wirken
Er entstammte dem fränkischen Adelsgeschlecht der Herren von Finsterlohe.

### Richter
- Am 8. März 1456 besiegelt Eberhard von Finsterlohe in seiner Funktion als Richter zusammen mit seinem Amtskollegen Jost Emhart und dem (Bürgermeister ?) Bernhard Berlin eine Verpfändung des Fischwassers vonseiten des Hans Holzapfel zugunsten des Junkers Hans von Schnaitberg.[1]
- Am 22. Februar 1454 besiegeln Eberhard von Finsterloh und der Richter Peter Kistenmacher einen Schuldvertrag zwischen Klaus Renner und dem Pfarrer zu Böckingen.[2]
- Am 21. April 1452 besiegelt Eberhard von Finsterlohe und sein Amtskollege Klaus Diemer als Richter den Schenkungsvertrag zwischen Hans Armbruster und Konrad Buwer für die „grosse Freundschaft“.[3]

### Bürgermeister
- Am 9. Dezember 1449 fragt Thoman Stude von Horkheim den Bürgermeister Eberhard von Finsterlohn (oder Finsterlohe), ob dieser seinen inhaftierten Cousin aus der Haft entlassen könne.[4]
- Am 26. Oktober 1459 vertritt Bürgermeister Eberhard von Finsterlohe die Stadt bei einem Rechtsstreit bzgl. der Inhaftierung von Heilbronnern Geleitsleuten.[5]

### Junker
- Am 17. Juni 1438 wird Eberhard Finsterloh als „Evert von Finsterloh“ als Junker erwähnt, der besiegelt, dass Aden Kromme von Nikolaus Buchmüller 10 1/2 Morgen Acker erhält.[6]
- Am 19. April 1457 besiegelt „Junker Eberhard von Finsterlohe“ in seiner Funktion als Schultheiß den Kaufvertrag zwischen Nikolaus von Fürfeld an Nikolaus Buchmüller.[7]
- Am 14. April 1451 besiegelt der Junker Eberhard von Finsterlohe und der Richter Bernhard Berlin das Lehen zugunsten des Peter Sob von Billensbach (Bullersbach), das er vom Klarakloster erhält.[8]
- Am 19. August 1457 gehört der Junker Eberhard von Finsterlohe zu sechs „Tädigungsleuten“ bzgl. eines Rechtsstreites zwischen Neckarsulm und Heilbronn um Neckarfischwasser, „Huntrichs“ (Grenzmarkstein ?), und Kies.[9]
- Am 16. November 1469 lädt der Kaiser Friedrich Eberhard von Finsterlohe zum ersten, zweiten oder dritten Reichstag vor.[10]